# Стюарт, Дэвид Аллан
Дэ́вид (Дэ́йв) А́ллан Стю́арт (англ. David Allan Stewart; род. 9 сентября 1952, Сандерленд, Англия) — британский музыкант, композитор и музыкальный продюсер, наиболее известен как участник группы Eurythmics.

## Биография

### Ранние годы
Дэвид Аллан Стюарт родился 9 сентября 1952 года в Сандерленде, графство Тайн и Уир, Англия. В детстве мечтал стать профессиональным футболистом, но из-за травмы колена ему пришлось расстаться с этой мечтой. Во время лечения Дэвид получил в руки гитару, и в довольно короткий срок он освоил технику игры на ней.
После окончания школы Дэвид основал группу «Longdancer». Группа не имела особого коммерческого успеха, и распалась в 1977 году, после того, как Дэвид встретил Энни Леннокс.

### Начало музыкальной карьеры
Вместе с Питом Кумбсом (англ. Peet Coombes) и Энни Леннокс Дэвид создал группу «The Catch». Через некоторое время группа была переименована в The Tourists. Группа The Tourists распалась в 1980 году после записи нескольких альбомов, и в том же году Дэвид Стюарт и Энни Леннокс образовали группу «Eurythmics».

### В составе «Eurythmics»
В 1981 году «Eurythmics» выпустила дебютный альбом In the Garden, который не пользовался особой популярностью. Настоящий успех к группе пришёл в 1983 году, когда вышел альбом Sweet Dreams (Are Made of This). Впоследствии группа Eurythmics стала одним из наиболее успешных дуэтов в истории поп-рок музыки. В 1980-х годах общий тираж их дисков составил более чем 30 миллионов экземпляров. Eurythmics распалась в 1990 году после выхода альбома We Too Are One. В 1999 году группа воссоединилась и выпустила альбом «Peace».
В 2005 году вышел сборник лучших хитов группы, Ultimate Collection, который также включил в себя две новых песни.

### После «Eurythmics»
После распада «Eurythmics» Дэйв посвятил себя продюсерской деятельности. В частности, он работал с такими известными музыкантами, как Мик Джаггер, Боб Дилан и Боб Гелдоф.
1989 — в сотрудничестве с нидерландской саксофонисткой Кэнди Далфер записал композицию «Lily Was Here» («Лили была здесь») — саундтрек к триллеру-драме голландского режиссёра Бена Вербонга «De Kassière» («Кассирша»). Тема возглавила национальный хит-парад «Dutch Top 40» 25 ноября 1989 года и находилась на этой позиции в течение 4 недель..
1990 — Дэйв выпустил альбом Dave Stewart and The Spiritual Cowboys в составе одноимённой группы.
1991 — выходит второй альбом Dave Stewart and The Spiritual Cowboys, Honest.
1994 — Дэйв Стюарт выпустил свой первый сольный альбом, Greetings from the Gutter; относительный успех имел сингл с этого альбома «Heart of Stone»; в 1998 вышел его второй сольный альбом SlyFi.
1999 — музыка для фильма Cookie’s Fortune. 
2008 — Дэйв выступил в качестве одного из продюсеров альбома Ринго Старра, «Liverpool 8». В том же году Дэйв выпустил альбом The Dave Stewart Songbook, который представлял собой сборник лучших песен, записанных или спродюсированных Стюартом, но которые изначально были выпущены другими музыкантами.
Кроме того, в конце 2008 года фирма Jimmyjane выпустила специальный вибратор, украшенный бриллиантами, на котором был выгравирован текст новой песни Дэйва «Let’s Do It Again». При покупке покупатели получали код, который позволял скачать песню с сайта компании.

### Другие проекты
Довольно много музыки Дэвид написал для кино и телевидения. Впервые он сделал это в 1989 году, когда совместно с Кэнди Далфер записал композицию «Lily Was Here» (см.выше). Также одну из песен для этого фильма исполнила Энни Леннокс.
В 1995 году Дэйв снялся в эпизодической роли в фильме «Хакеры». Режиссёрским дебютом для Дэйва стал фильм Honest, вышедший в 2000 году. В этом фильме Дэйв также выступил в качестве сценариста и композитора.
Дэйв написал музыку и тексты к мюзиклу «Барбарелла» (англ. «Barbarella»), основанному на одноимённом фильме 1968 года. Премьера мюзикла состоялась в 2004 году в Вене. Он написал мюзикл «Привидение», премьера которого состоялась в Manchester Opera House 28 марта 2011 года и открытие которого в Уэст-Энде состоялось 22 июня 2011 года. Вместе с Миком Джаггером и Джоном Пауэллом Дэйв написал саундтрек к фильму «Алфи», вышедшему в 2004 году. Стюарт также является одним из авторов музыки к синглу группы t.A.T.u., «Friend or Foe».
В 2004 году Дэйв Стюарт вместе с Карой Диогарди создал группу Platinum Weird. В 2006 году был выпущен дебютный альбом группы, Make Believe.
В 2011 году в составе группы SuperHeavy записал одноимённый альбом, названный журналом Rolling Stone одним из лучших альбомов года. Сопродюсерами записи являются Мик Джаггер и Дэйв Стюарт.

### Личная жизнь

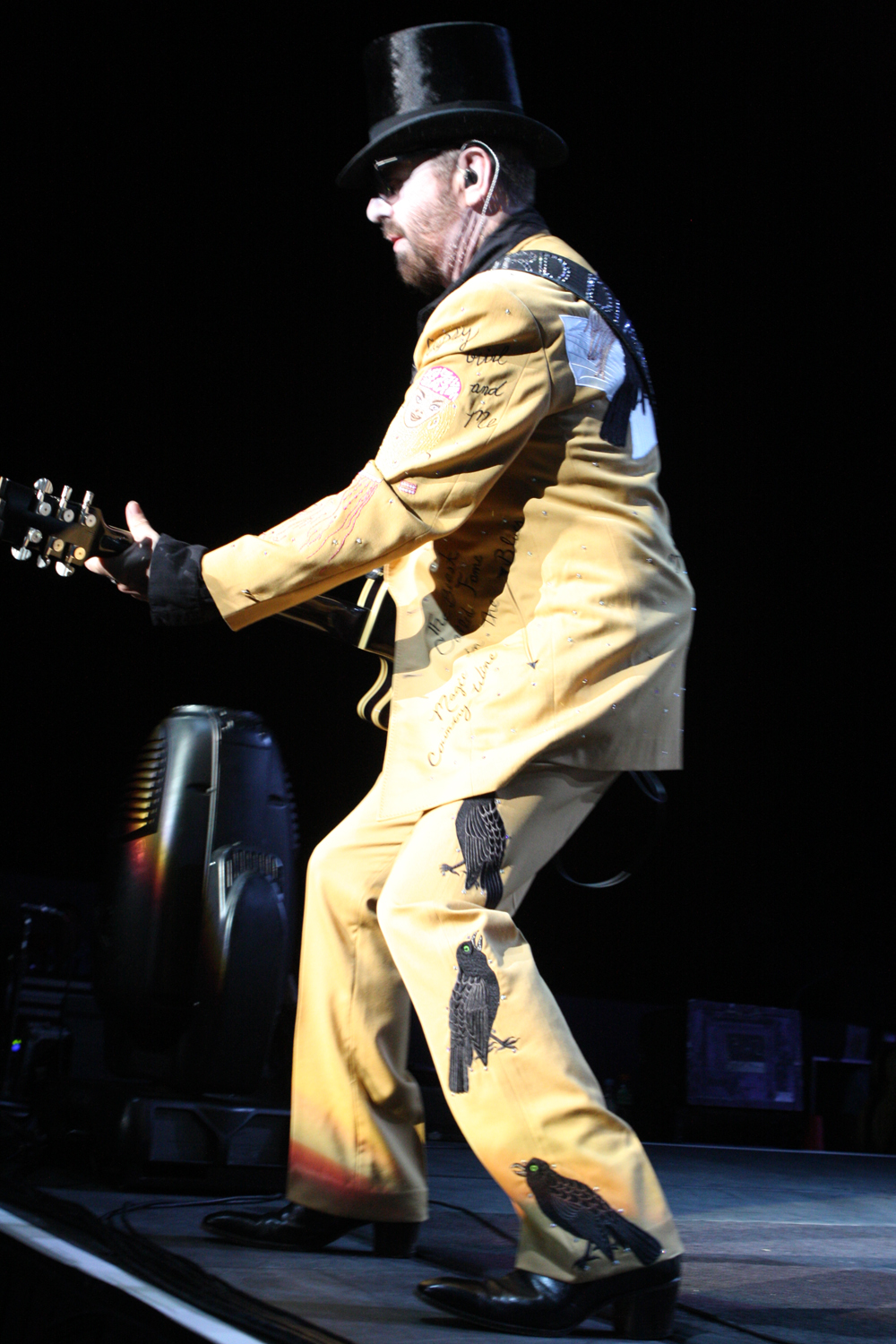
Дэ́вид Стю́арт

Дэйв Стюарт поддерживал романтические отношения с Энни Леннокс, которые закончились после распада «The Tourists». В 1987 году Дэйв женился на вокалистке группы Bananarama Шивон Фахи (англ. Siobhan Fahey). В 1996 году они развелись. В этом браке у Дэйва родились двое детей, Сэм (англ. Sam) и Джанго (англ. Django). В 2001 году Дэйв женился на нидерландском фотографе Анушке Фиш (нидерл. Anoushka Fisz). У них есть дочь, Кайа (англ. Kaya).

## Дискография
- Lily Was Here (Soundtrack) (1989)
- Dave Stewart and Spiritual Cowboys (1990)
- Jute City (Soundtrack) (1991)
- Honest (Dave Stewart and Spiritual Cowboys)(1991)
- The Ref (Soundtrack)(1994)
- Greetings from the Gutter (1994)
- SlyFi (1998)
- Cookie’s Fortune (Soundtrack)(1999)
- Alfie (with Mick Jagger)(Soundtrack)(2004)
- The Dave Stewart Songbook (2008)
- The Blackbird Diaries (2011)
- The Ringmaster General (2012)
- Lucky Numbers (2013)
- Cloud walking (with Hannah Koppenburg) (2023)

### Сотрудничество с другими музыкантами
| Год  | Альбом                                   | Музыкант          | Примечания                                                       |
| ---- | ---------------------------------------- | ----------------- | ---------------------------------------------------------------- |
| 1986 | Three Hearts in the Happy Ending Machine | Дэрил Холл        | Сопродюсер альбома и соавтор нескольких песен                    |
| 1989 | Radio Silence                            | Борис Гребенщиков | Продюсер альбома и участник записи песен (гитара)                |
| 1992 | Vegas                                    | Терри Холл        | Альбом выпущен в составе группы «Vegas»                          |
| 2008 | One of the Boys                          | Кэти Перри        | Сопродюсер альбома и соавтор песни «I’m Still Breathing»         |
| 2017 | Give More Love                           | Ринго Старр       | Участник записи песен (гитара)                                   |
| 2019 | What’s My Name                           | Ринго Старр       | Сопродюсер альбома и соавтор песни «It’s Not Love That You Want» |